# Nordic Waterproofing
Nordic Waterproofing Holding AB og Nordicwaterproofing Group AB  er en international svensk producent af tagmaterialer, membraner og præfabrikerede elementer. De har hovedkvarter i Höganäs i Skåne med produktion og salg i Sverige, Finland, Norge, Danmark, Polen, Tyskland, Holland, Belgien og Storbritannien. Deres produkter markedsføres under 10 forskellige mærker. Koncernen er børsnoteret på Stockholmsbörsen og omsatte i 2021 for 3,7 mia. svenske kroner. De har 1.272 ansatte.

## Danmark
I Danmark er Nordic Waterproofing repræsenteret igennem datterselskabet Nordic Waterproofing A/S, som producerer tagpap og membraner på deres fabrik i Vejen. Denne virksomhed kendes også under mærket Phønix Tag Materialer.
Desuden har de selskabet Taasinge Elementer A/S, som producerer præfabrikerede træelementer på deres fabrik ved Bregninge på Tåsinge. Endelig har de tagmaterialegrossisten Hetag Tagmaterialer A/S i Vejle.